# Arnau de Timor
Arnau de Timor (fl. 1197-1230) va ser senyor de la baronia de Queralt, fill de Guillem de Timor i Ermessenda de Montlleó, casat amb la baronessa Ramona.
La primera referència sobre Arnau es remunta al 14 de gener de 1197, quan els Templers penyoren els castells de Figuerola i Queralt, que el seu pare Guillem posseïa per Gombau d’Oluja. Haurà d’esperar gairebé disset anys per recuperar el castell de Queralt, adquirit per compra a Berenguer de Queralt (20 de desembre de 1213).
Possiblement en aquesta dècada també recupera importants possessions de la família Timor que havia adquirit l’orde del Temple. Així, en el testament que dicta el 10 de març de 1221, abans a fer pelegrinatge a Compostel·la, deixa els castells de Queralt, Figuerola, i Santa Coloma al seu fill Pere, a més de fer una lleixa de mil sous al santuari de Santa Maria de Bell-lloc.
Prèviament, el 19 de juny de 1219, Arnau assisteix al tractat de pau firmat per Jaume I i el vescomte de Cabrera en el castell de Montsó.
Retornat de Galícia, disputa drets senyorials sobre Sant Gallard i Torre Vella contra el monestir de Santes Creus (1222); Dos anys més tard, la baronessa Ramona confirma la jurisdicció dels termes a perpetuïtat als cistercencs (1224).
Durant aquells anys segueix vinculat a la família comtal barcelonina. Així, el 18 de maig de 1226 esdevé testimoni del conveni entre el rei Jaume i Guillem de Montserrat sobre el castell de Guàrdia de Montserrat. Cinc dies més tard, dona el seu fill Pere com a garantia que es compliria la treva i conciliació entre els Montcada i els Cardona, aprovada pel monarca (23 de maig).
Aquest fill, Pere de Timor o de Queralt, esdevindrà l’hereu d’Arnau, segons el segon testament dictat per aquest el 1230. Segons César Martinell va morir el 1236.